# Kontaktspur
Unter einer Kontaktspur versteht man Spuren auf einem Verkehrsteilnehmer (Fahrzeug) wie z. B. einen Fremdfarbauftrag, Schürfspuren, Eindrückungen, Kerben oder andere konkave Deformationen. Der Kontakt kann durch eventuelle, starke Krafteinwirkung auch erhebliche Formveränderungen hervorrufen. Bei solchen Kontaktspuren spricht man oft auch von Formspur.
Eine einem bestimmten Bauteil zuordenbare Kontakt- und/oder Formspur wird im Bereich der Betrugsaufklärung oft auch als Korrespondenzspur bezeichnet.